# Горелка Бунзена
Горелка Бунзена —  лабораторная газовая горелка (с атмосферным воздухом), созданная немецким химиком Робертом Бунзеном. Используется в качестве источника открытого огня и тепла при проведении различных экспериментов и манипуляций, требующих высокой температуры и пламени. 

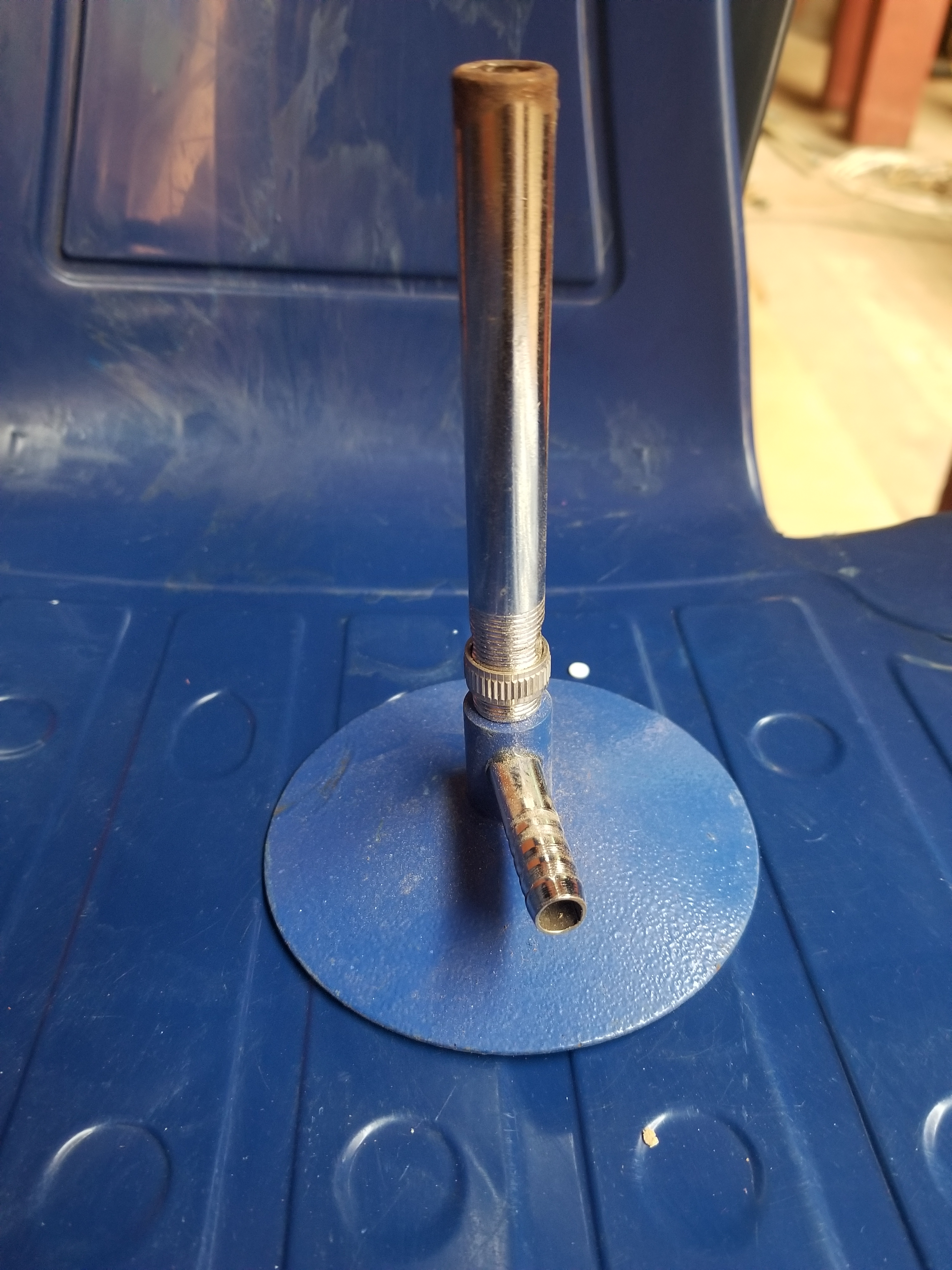
Горелка Бунзена

Представляет собой устройство, имеющее инжектор, установленный в металлической трубке (с отверстиями для поступления в трубку атмосферного воздуха), которая закреплена вертикально на подставке с боковым вводом горючего газа, при этом имеется подвижная заслонка (поворачиваемая муфта), регулирующая подачу воздуха.

## История
Горелка Бунзена была впервые описана в публикациях Роберта Бунзена в соавторстве с английским химиком Г. Э. Роско в 1857 году. В автобиографии Роско утверждает, что горелка была основана на прототипе, использовавшемся в Королевском химическом колледже и привезённом им из Англии в Германию.
Изобретение бунзеновской горелки стало важным шагом в истории науки. Новая горелка стала спасением для многих лаборантов XIX века, страдавших от дымного, трудноуправляемого пламени существовавших тогда горелок. А высокая эффективность прибора сыграла ключевую роль в развитии лабораторной практики и методов химического анализа, в частности спектроскопии.
Родоначальница целого ряда газовых горелок, непременный атрибут почти любой химической лаборатории мира, горелка Бунзена считается одним из символов химии.

## Принцип работы

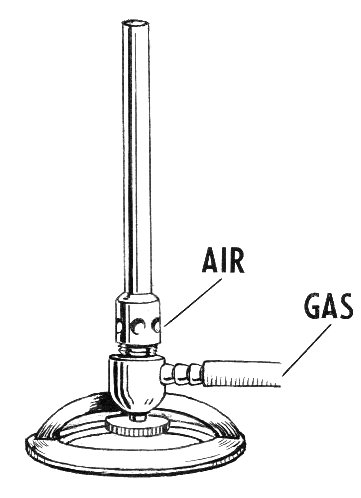
Устройство горелки Бунзена

При работе горелки газообразное топливо в виде струи с большой скоростью выходит из сопла инжектора, создавая разрежение в трубке.
Благодаря этому разрежению, окружающий воздух засасывается (инжектируется) в горелку через отверстия в низу трубки, и при движении вверх вдоль трубки смешивается с газом, образуя горючую смесь, которая поджигается на выходе из горелки. Поскольку для горения используется кислород воздуха, поступающий из окружающей среды (атмосферы), то горелка Бунзена относится к классу атмосферных горелок.
Важными параметрами для практического использования горелки являются:
- внутренний диаметр выходного отверстия горелки;
- высота горелки;
- масса горелки;
- расход газа;
- тепловая мощность.

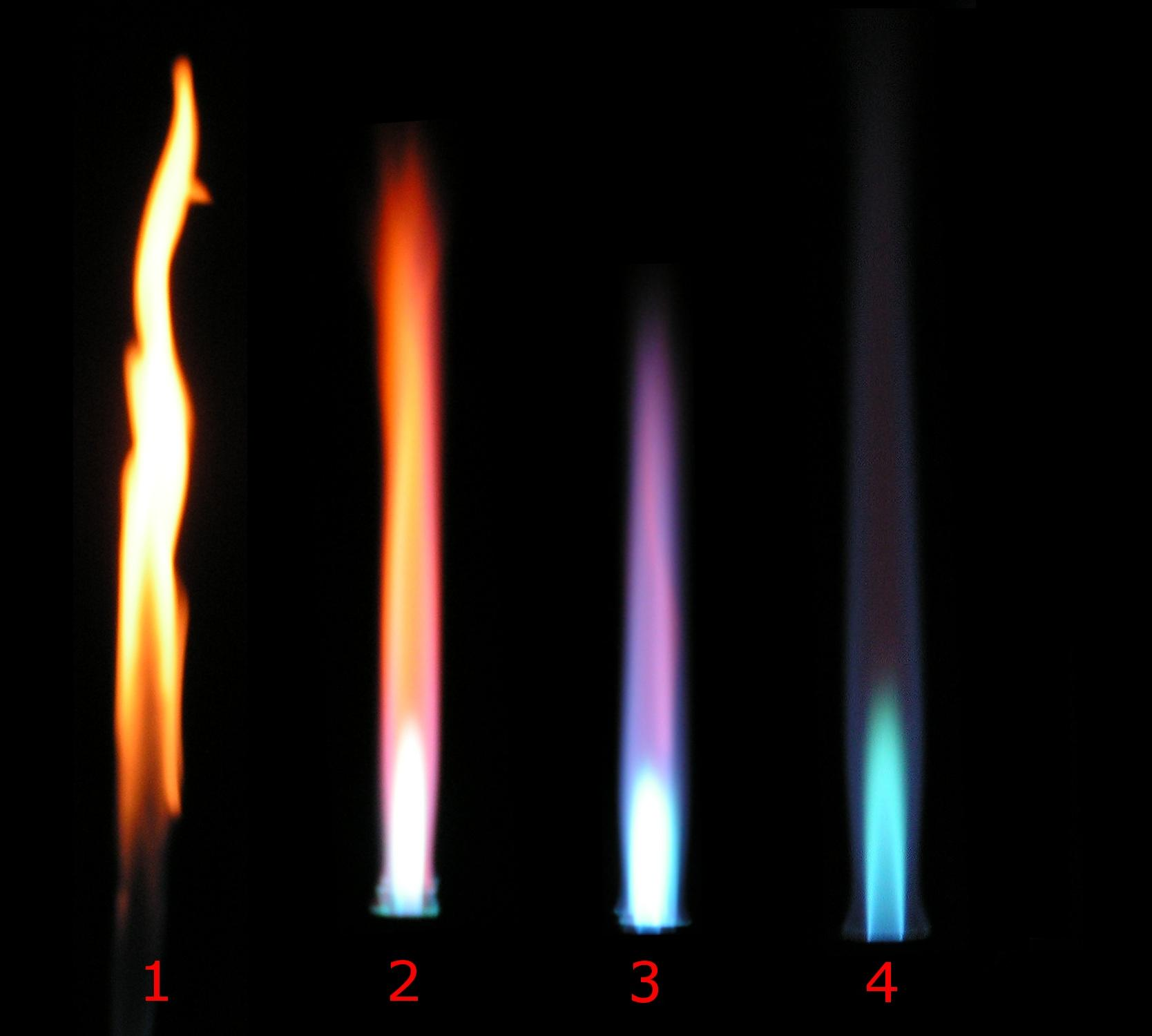
Различные типы пламени горелки Бунзена в зависимости от поступления воздуха через воздушную заслонку: 1 - заслонка закрыта (горит один газ); 2 - заслонка почти полностью закрыта; 3 - заслонка полуоткрыта; 4 - заслонка максимально открыта.

Усовершенствованные варианты горелки Бунзена — горелка румынского химика Николае Теклу и Горелка Мекера.

## Использование
Горелка Бунзена применяется для пайки деталей низкотемпературными припоями, подогрева и плавления материалов, стерилизации в открытом пламени медицинских инструментов, для проведения испытаний на огнестойкость, воспламеняемость, на нераспространение горения, термостойкость и пожаробезопасность материалов и изделий, для нагрева небольших лабораторных сосудов (пробирок, колб, тиглей и т. п.), для простейших стеклодувных операций и других подобных термически зависимых процессов.
Используется в химических и школьных лабораториях, ювелирных мастерских, микробиологических, цитологических, биотехнических лабораториях, медицинских учреждениях, испытательных технических центрах и зуботехнических лабораториях, а также везде, где требуется применение открытого пламени небольшой тепловой мощности (до 1300 ватт).

## Питание
В качестве топлива для горелки используется натуральный (метан) или сжиженный газ (пропан-бутановая смесь). Расход газа до 200 л/час. Питание горелки для натурального газа должно осуществляться от газовой сети с природным газом (метаном) с номинальным давлением 1274 Па (130 мм вод. ст.).
Питание горелки для сжиженного газа может осуществляться от баллона со сжиженным газом. Баллон с газом должен быть снабжен редуктором. Редуктор требуется для оптимизации расхода газа из баллона, контроля давления на выходе из баллона и создания стабильного газового потока для подачи последнего в горелку. Применять можно баллоны вместимостью от 5 до 50 л.

## Варианты конструкции
Горелка Бунзена может иметь устройства для стабилизации пламени. Для этого используются поджигающие горелки и цилиндрические насадки.
Горелка с поджиганием пламени имеет вспомогательную стационарную (жестко соединенную с основной горелкой) запальную горелку для зажигания пламени основной горелки. Запальная горелка может быть расположена либо снаружи основной горелки, либо внутри неё. Последний вариант имеет преимущество в том, что облегчается поджог основного пламени, так как вспомогательное пламя находится внутри газового потока основного пламени. Кроме того, постоянное пламя запальной горелки, которая расположена внутри основного пламени, повышает тепловую мощность горелки, так как тепловой поток от вспомогательного пламени непосредственно складывается с тепловым потоком основного пламени.
Все запальные горелки имеют устройство для регулировки подачи в них газа. Обычно эти устройства выполнены в виде винта, цилиндрическая головка которого имеет либо шлиц под отвёртку, либо накатку для ручного вращения винта.
Горелка с цилиндрической насадкой имеет короткую трубку цилиндрической формы, которая расположена соосно с зазором относительно наружной верхней части трубки основного пламени и закреплена на последней, как это показано на рисунке. В зазор между трубками поступает газ через отверстия, выполненные в корпусе трубки основного пламени. В этом случае стабилизация пламени основного факела горелки обеспечивается за счет создания вокруг его корневой зоны постоянного кольцевого поджигающего пламени, в котором скорость подачи газа меньше, чем в основной горелке.
Горелки Бунзена снабжаются устройствами для изменения характеристик пламени. К ним относятся устройства для регулировки подачи воздуха и газа.
Горелка с регулировкой подачи воздуха имеет устройство, служащее для частичного перекрытия отверстий в трубке основного пламени горелки, через которые в неё поступает воздух. Конструктивно это может быть выполнено различными способами.
В одних горелках применяются втулка с одним или несколькими отверстиями, установленная на скользящей посадке, на трубке основного пламени горелки, как это показано на рисунке. Вращая втулку, совмещают полностью или частично отверстия во втулке и горелке. В результате площадь входных отверстий для воздуха изменяется, вследствие чего и меняется его подача.
В ряде горелок втулка связана с трубкой горелки посредством резьбового соединения. В этом случае втулка может быть выполнена без отверстий и регулировка подачи воздуха осуществляется за счет плавного перекрытия втулкой отверстий горелки.
Имеются конструкции, когда основная трубка основного пламени горелки выполнена из двух частей. В этом случае каждая из частей горелки имеет отверстия. Навинчивая верхнюю часть трубки на нижнюю, добиваются частичного или полного совмещения отверстий.
Горелка с регулировкой подачи газа имеет для перекрытия подачи газа краны, шаровые вентили или игольчатые затворы. Подобная горелка показана на рисунке, винт в её нижней части является рукояткой крана, которым регулируется количество газа, поступающего в горелку.
Обычно масса горелок Бунзена не превышает 0,5 кг.